# Nikołaj Nikulin
Nikołaj Nikołajewicz Nikulin, ros. Николай Николаевич Никулин (ur. 7 kwietnia 1923 we wsi Pogoriełka w guberni jarosławskiej, zm. 19 marca 2009 w Petersburgu) – radziecki i rosyjski historyk sztuki, profesor, pamiętnikarz. Członek korespondent Rosyjskiej Akademii Sztuk Pięknych, czołowy badacz i członek Rady Naukowej Państwowego Muzeum Ermitażu, specjalista w dziedzinie malarstwa renesansu północnego. Żołnierz Armii Czerwonej w czasie II wojny światowej.
Najbardziej znany jako autor książki Wospominanija o wojnie (po polsku wydanej jako Sołdat. Frontowa prawda w opowieści szeregowego żołnierza Armii Czerwonej) wyjątkowo sugestywnie opisującej brutalność walk i zbrodnie oraz zaniedbania sowieckiego dowództwa, które doprowadziły do gigantycznych strat w szeregach Armii Czerwonej.

## Życiorys
Urodzony 7 kwietnia 1923 roku we wsi Pogoriełka, powiat mołoski, gubernia jarosławska, w rodzinie nauczyciela. W 1927 Nikulinowie osiedlili się w Leningradzie i Nikołaj rozpoczął naukę w szkole na Mojce. W 1941 roku ukończył dziesiątą klasę.

### Służba wojskowa
Po ataku Niemiec na ZSRR 27 czerwca 1941 zgłosił się na ochotnika do leningradzkiej milicji, ale został skierowany do szkoły łączności. Po ukończeniu kursu i otrzymaniu stopnia młodszego sierżanta w listopadzie 1941 roku został skierowany na Front Wołchowski jako radiotelefonista dywizjonu 883 Pułku Artylerii Korpuśnej (24 marca 1942 roku przekształconego w 13 Gwardyjski Pułk Artylerii). W jego składzie brał udział w ofensywie spod Wołchowstroja, w najcięższych bitwach pod Kiriszami, pod Pogostiem, w lubańskiej operacji ofensywnej, w przełamywaniu i znoszeniu blokady Leningradu.

Stosy trupów przy linii kolejowej wyglądały dotąd jak ośnieżone szczyty, widoczne były jedynie ciała leżące na samej górze. Wiosną, kiedy roztopił się śnieg, odsłoniło się wszystko, co było niżej. Na samym dole leżeli żołnierze w letnich mundurach i butach. To były ofiary jesiennych walk 1941 roku. Na nich piętrzyła się warstwa piechoty morskiej w marynarskich kurtkach i szerokich, czarnych spodniach („kloszach”). Wyżej – żołnierze z uzupełnień syberyjskich w półkożuszkach i walonkach, którzy szli do ataku w styczniu i lutym 1942. Jeszcze wyżej politbojcy w waciakach i szmacianych czapkach (takie czapki dawano w oblężonym Leningradzie). Na nich – ciała w płaszczach maskujących, z hełmami albo gołymi głowami. Przerażający wykres naszych „sukcesów”!
– ze wspomnień N. Nikulina

Po ranieniu latem 1943 trafił do piechoty. W ramach 1 batalionu 1067 pułku strzeleckiego 311 Dywizji Strzeleckiej brał udział w nieudanej mgińskiej operacji ofensywnej. Ukończył dywizyjne kursy snajperskie, ale z powodu braku sierżantów został mianowany dowódcą oddziału uzbrojonego w pistolety maszynowe, a po zagładzie tego oddziału strzelcem zdobycznego, niemieckiego działa 37-mm (po jego stracie, standardowego radzieckiego działa 45 mm) w baterii batalionowej. Odmówił wstąpienia do WKP(b). Ponownie został ranny, a po rekonwalescencji od września 1943 znowu służył w ciężkiej artylerii, jako starszy radiotelegrafista w 1 baterii 48 Gwardyjskiej Brygady Ciężkich Haubic.
Uczestniczył w walkach o stację kolejową Miedwied’ w mieście Psków (przełamanie Wału Wschodniego), o Tartu i Lipawę. Latem 1944 otrzymał dwa Medale „Za Odwagę” (w jednym przypadku został zgłoszony do Orderu Czerwonej Gwiazdy, ale odznaczenie obniżono. Za walki 1941, 1942 i 1943 roku otrzymał tylko Medal „Za obronę Leningradu”) za utrzymanie łączności pomiędzy formacjami bojowymi piechoty i zakrytymi pozycjami z bateriami artylerii, naprawienie zerwanych drutów pod ostrzałem i kierowanie ogniem. Po ranie odniesionej w sierpniu 1944 roku służył jako starszyna w 534 samodzielnej jednostce medycznej w ramach 2 Dywizji Artylerii Przełamania, która na początku 1945 roku została przeniesiona do Warszawy, a stamtąd do Gdańska.
Był czterokrotnie ranny. Od listopada 1941 do odniesienia czwartej rany w sierpniu 1944 roku przebywał stale na linii frontu (z przerwami na leczenie ran). Wojnę zakończył w Berlinie w randze sierżanta gwardii. 28 maja 1945 roku został odznaczony Orderem Czerwonej Gwiazdy (pierwotnie został zgłoszony do Medalu „Za zasługi bojowe” za swoją służbę w kompanii sanitarnej, ale odznaczenie zostało podwyższone przez dowódcę dywizji, zapewne biorąc pod uwagę całą służbę w czasie wojny).

Dowódca 534 samodzielnej jednostki medycznej, major służby medycznej Goldfeld, tak scharakteryzował Nikulina we wniosku o odznaczenie: 

Towarzysz Nikulin służy jako dowódca kompanii. Dobrze wykonuje swoją pracę. Wrażliwy i opiekuńczy wobec swoich podwładnych, cieszy się zasłużonym prestiżem i szacunkiem wśród personelu kompanii. Prowadzi dużo pracy edukacyjnej wśród żołnierzy. Dobrze organizuje personel do wykonywania rozkazów dowództwa. W dniach dużej intensywności walk bierze czynny udział w pomocy rannym. Zdyscyplinowany. Wymagający dla siebie i swoich podwładnych”

Zdemobilizowany z powodu odniesionych obrażeń w listopadzie 1945.

### Losy powojenne
W 1950 roku ukończył z wyróżnieniem studia na Wydziale Historii Leningradzkiego Uniwersytetu Państwowego. Studiował u historyka sztuki Nikołaja Punina. Od 1949 pracował jako przewodnik w Ermitażu. W 1955 został pracownikiem naukowym Oddziału Sztuki Zachodnioeuropejskiej, gdzie pracował przez ponad 50 lat. W 1957 ukończył szkołę podyplomową przy Ermitażu i obronił pracę na stopień kandydata nauk historii sztuki. Był studentem Władimira Lewinsona-Lessinga, z którym pracował nad pierwszym katalogiem naukowym dzieł prymitywistów flamandzkich, opublikowanym w Brukseli (1965).
Od 1965 wykładał w Instytucie Riepina. Zdobył na niej tytuł profesora, był kierownikiem Katedry Historii Sztuki Europejskiej XV–XVIII wieku, prowadził szereg kursów specjalnych: „Dzieła Boscha”, „Dzieła Bruegla”, „Malarstwo niderlandzkie XV wieku”, był promotorem wielu prac dyplomowych.
Od 1991 członek korespondent Rosyjskiej Akademii Sztuk Pięknych. Czołowy badacz i członek Rady Naukowej Państwowego Muzeum Ermitażu, kustosz kolekcji malarstwa niderlandzkiego XV–XVI wieku. Przez wiele lat był także opiekunem kolekcji malarstwa niemieckiego XV–XVIII wieku. Autor ponad 160 artykułów w rosyjskich i zagranicznych czasopismach naukowych, książkach, katalogach i podręcznikach.
W wolnym czasie lubił czytać książki i słuchać muzyki klasycznej. Zmarł 19 marca 2009 roku w Petersburgu.

## Wospominanija o wojnie
W 1975 roku napisał książkę pt. Wospominanija o wojnie, która po raz pierwszy została opublikowana dopiero w 2007 roku, dwa lata przed śmiercią autora, przez Państwowe Wydawnictwo Ermitażu.
Książka z wyjątkową otwartością i brutalnością opisała charakterystykę walk na froncie wschodnim II wojny światowej i popełniane w ich trakcie nadużycia władz sowieckich:

W czasie wojny szczególnie ostro objawiła się podłość ustroju bolszewickiego. Tak jak w czasach pokoju, na froncie też odbywały się areszty i egzekucje najbardziej pracowitych, uczciwych, inteligentnych, aktywnych i mądrych ludzi – tyle, że w jeszcze bardziej otwartej obrzydliwej formie. Podam przykład. Z wyższych sfer przychodzi rozkaz: zdobyć wzniesienie. Pułk przypuszcza szturm tydzień po tygodniu, tracąc codziennie wielu ludzi. Uzupełnienia przychodzą bez przerwy, ludzi nie brakuje. Wśród nich są dystroficy z Leningradu, którym dopiero co lekarz zalecił trzytygodniowe leżenie w łóżku i solidne odżywianie, są chłopcy z rocznika 1926, kilkunastolatkowie, nie podlegający poborowi… „Do atakuuu!!!” – i już. Na koniec jakiś szeregowiec albo lejtnant, plutonowy albo kapitan (rzadziej), widząc to ohydne bestialstwo, krzyczy: „Nie można tak mordować ludzi! Przecież tam, na wzniesieniu stoi betonowe SO! A my mamy tylko 76-milimetrowe działo! Przecież nie damy rady go tym rozbić!”… Od razu włącza się politruk, Smiersz i trybunał. Jeden z donosicieli, których jest pełno w każdym oddziale, zaświadcza: „Tak, w obecności żołnierzy zwątpił w nasze zwycięstwo”. Wówczas dopełniają gotowy formularz, w którym trzeba wpisać jedynie nazwisko. I gotowe: „rozstrzelać” albo „wysłać do karnej kompanii”, co oznaczało to samo. Tak ginęli najuczciwsi, czujący odpowiedzialność przed społeczeństwem, ludzie. A pozostali – „Naprzód, do atakuuu!”, „Nie ma takich twierdz, których by nie mogli zdobyć bolszewicy!”. Zaś Niemcy wgryźli się w ziemię, tworząc cały labirynt okopów i kryjówek. Spróbuj się do nich dobrać! Odbywało się głupie, bezmyślne mordowanie naszych żołnierzy

Ukazanie się wspomnień Nikulina stało się sensacją na rosyjskim rynku wydawniczym i wywołało ogromny oddźwięk w rosyjskim społeczeństwie:

Wospominanija o wojnie kuratora Ermitażu Nikołaja Nikulina przekazywane są z rąk do rąk i ściągane z internetu, [ludzie] kłócą się zażarcie, płaczą i przyznają, że przeszli rewolucję w swoich umysłach
— Nadieżda Kurczatowa

A jednak, powtarzam, głównym wydarzeniem ostatnich lat, jeśli będziemy kontynuować wątek militarny, są Wospominanija o wojnie Nikołaja Nikołajewicza Nikulina. To nie przypadek, że były jedyną książką w mojej pamięci z minionej dekady, którą trudno było kupić. Wydawało się, że w naszych czasach nie było absolutnie żadnych problemów z brakiem książek. Ale książka historyka sztuki z Petersburga, opublikowana w małym nakładzie przez Państwowe Wydawnictwo Ermitażu, została natychmiast wyprzedana. Na Targach Literatury Faktu w Moskwie na stoisku wydawnictwa pracownicy tylko kręcili głowami z bezradnością: „Nikulin? Skończył się wczoraj… Przyjedźcie do nas, do Petersburga, może w naszych księgarniach jeszcze coś zostało…”. W Ermitażu doświadczeni sprzedawcy wzruszali rękami: „Dawno tego nie było… Poczekajcie na nowe wydanie, obiecali, że wyjdzie…”. Wszystko powtórzyło się na zeszłorocznych targach non-fiction: drugie wydanie zostało wyprzedane w ciągu pierwszych dwóch dni. Krążyły plotki, że Nikulin był w Falansterze, ci, którzy dotarli do Falansteru, donieśli, że również go tam nie ma. Nie było żadnej promocji, reklam, „nagłaśniania”. Ludzie dowiadywali się o książce w staromodny sposób: od przyjaciół i znajomych, z tym że teraz doszli do nich jeszcze wirtualni znajomi i przyjaciele
— Olga Lebioduszkina

Książka była wielokrotnie wznawiana od czasu jej pierwszego wydania. Mimo gatunkowej przynależności do pamiętników, podkreślanej przez nieskomplikowany tytuł oryginału, jest ona klasyfikowana przez krytyków literackich również jako „nowoczesna prozy wojenna”, a jego autor jako pisarz, wraz z autorem powieści Prokljaty i ubity Wiktorem Astafiewem.
W Polsce wspomnienia Nikulina zostały wydane przez Ośrodek Karta w 2013 roku pod tytułem Sołdat. Frontowa prawda w opowieści szeregowego żołnierza Armii Czerwonej w przekładzie i z przedmową Agnieszki Knyt, gdzie również były szeroko komentowane.

### Opinie
Cichy i wyrafinowany profesor, członek korespondent Akademii Sztuk Pięknych, zachowuje się jak twardy i okrutny pamiętnikarz. Napisał książkę o wojnie. Książka jest surowa i przerażająca. Czytanie tego boli. Boli, ponieważ zawiera bardzo nieprzyjemną prawdę
— M. Piotrowski

Nikołaj Nikołajewicz dokonał zwyczajnego wyczynu w najwyższym, chrześcijańskim znaczeniu tego słowa. Powiedział swoim rodakom Prawdę. Napisała krótką książkę, po której wydaniu jej czytelnicy stali się różnymi ludźmi. (...) Przyznać, że Nikulin miał rację, oznaczało uznanie za fałszywe i pozbawione skrupułów wszystkich dotychczasowych, wciąż uparcie narzucanych nam wyobrażeń o minionej wojnie, obecnie ogłaszanych jako główny symbol ideologiczny. Nikulin wyraźnie pokazał, że rząd sowiecki walczył z wrogiem zewnętrznym w taki sposób, że „świętą wojnę” przekształcił w masową eksterminację narodu rosyjskiego w imię ratowania nomenklatury partyjnej
— K. Aleksandrow

Moim zdaniem jest to dzieło wyjątkowe, trudno znaleźć podobne w bibliotekach wojskowych. Jest godna uwagi nie tylko ze względu na walory literackie, których ja, nie będąc krytykiem literackim, nie mogę obiektywnie ocenić, ale także ze względu na trafne, aż do naturalizmu, opisy wydarzeń militarnych, odsłaniające obrzydliwą istotę wojny z jej brutalnym bestialstwem, plugastwem, bezsensownym okrucieństwem, zbrodniczym lekceważeniem życia ludzkiego przez dowódców wszystkich stopni, od dowódców batalionów po naczelnego wodza. Jest to dokument dla tych historyków, którzy nie tylko badają ruchy wojsk na teatrach działań wojennych, ale interesują się także moralnymi i humanistycznymi aspektami wojny
— D. Łomonosow

Sama historia książki Nikulina pokazała, że II wojna światowa bynajmniej nie przestała być „okazją do rozdrapywania ran”. Wręcz przeciwnie, ujawniła ogromną społeczną potrzebę zapełnienia realnie istniejących luk w pamięci, przezwyciężenia niedopowiedzeń
— O. Lebioduszkina

### Korespondencja z Wasilem Bykowem
W 1996 roku Nikołaj Nikulin wysłał rękopis swoich wspomnień białoruskiemu pisarzowi-bataliście, również weteranowi II wojny światowej, Wasilowi Bykowowi. Rozpoczęła się między nimi korespondencja. Z listów Bykowa:

Niełatwa była to lektura – tyle wyrzucił Pan z siebie naszej strasznej wojny, która już powoli jest zapominana. Nawet przez jej uczestników. Niewielu zostało wiernych jej wstrząsającej pamięci i tym większa powinna być wdzięczność dla tych, którzy zadają sobie trud zdania świadectwa. Tak jak zrobił to Pan. Czytałem rękopis z żalem, że nie został dotąd wydany. Choć jest to oczywiście zrozumiałe – bo czy można było go wydać? Jeszcze niedawno takie rękopisy z wydawnictw nie wracały do autorów. Trafiały do KGB. A dziś komu to potrzebne? […] Wraz z odejściem ostatniego z nas umrze również Prawda.
[…] Nasi weterani są zatroskani przede wszystkim o to, jak by tu ukryć tę prawdę, zastąpić ją opowieścią, w której odgrywają jedynie rolę bohaterów. Wczuli się w ten nadęty obraz i nie pozwalają go zburzyć. Nigdzie nie ma takich wspaniałych westernów, jak w naszym ojczystym, kochanym Związku Radzieckim”

## Publikacje[17]
- Никулин Н., Русаков Ю. Государственный Эрмитаж / The Hermitage Museum / Musee de L’Ermitage. — Л.: Издательство Государственного Эрмитажа, 1961.
- Никулин Н. Детали картин Эрмитажа. Западноевропейская живопись XV—XVI веков. — Л.: Аврора, 1970.
- Никулин Н. Нидерландская живопись XV—XVI веков в Эрмитаже. Очерк-путеводитель. — Л.: Аврора, 1973.
- Никулин Н. Нидерландская живопись XV—XVI веков в Эрмитаже. — Л.: Искусство, Аврора, 1980.
- Никулин Н. Золотой век нидерландской живописи. XV век. — М.: Изобразительное искусство, 1981.
- Никулин Н. Эрмитаж. Искусство Нидерландов XV—XVI веков. — М.: Искусство, 1984; — 2 изд. — 1987.
- Никулин Н. Нидерландская живопись XV—XVI веков в собрании Государственного Эрмитажа. — М.: Изобразительное искусство, 1988. — ISBN 5-85200-099-X.
- Никулин Н. Немецкая и австрийская живопись XV—XVIII веков. Эрмитаж. — Л.: Искусство-СПб, 1989. — ISBN 5-210-00039-7; — 2 изд. — 1992. — ISBN 5-210-02189-0.
- Никулин Н. Якоб Филипп Хаккерт / Jacob Philipp Hackert. — СПб.: Издательство Государственного Эрмитажа, — 1998. — ISBN 5-88654-080-6.
- Никулин Н. Золотой век нидерландской живописи. XV век. — М.: АСТ, 1999. — ISBN 5-237-03603-1.
- Никулин Н. Лоджии Рафаэля в Эрмитаже. — СПб.: Издательство Государственного Эрмитажа, 2005. — ISBN 5-93572-162-7.
- Никулин Н. Рогир фан дер Вейден. Лука, рисующий Мадонну. — СПб.: Арка, 2007. — ISBN 978-5-91208-009-8.
- Никулин Н. Воспоминания о войне — СПб.: Издательство Государственного Эрмитажа, 2007. — ISBN 978-5-93572-387-3.
- Nikołaj Nikulin: Sołdat. Frontowa prawda w opowieści szeregowego żołnierza Armii Czerwonej. tłum. Agnieszka Knyt. Warszawa: Ośrodek Karta, 2013. ISBN 978-83-7705-231-0.[19]

## Odznaczenia
- Order Wojny Ojczyźnianej I klasy (1985)[c][6]
- Order Czerwonej Gwiazdy (28 maja 1945)[7]
- Medal „Za Odwagę” (dwukrotnie)
- Medal „Za obronę Leningradu”
- Medal „Za wyzwolenie Warszawy”
- Medal „Za zdobycie Berlina”
- Medal „Za zwycięstwo nad Niemcami w Wielkiej Wojnie Ojczyźnianej 1941–1945”
- Medal „Weteran pracy”

I medale jubileuszowe

## Rodzina
- ojciec – Nikołaj Aleksandrowicz Nikulin (1886–1931), pochodzący z Biełgorodu, ukończył studia na Wydziale Fizyki i Matematyki Uniwersytetu w Petersburgu, a następnie wstąpił na prawo; w czasie I wojny światowej służył jako sanitariusz, następnie pracował jako nauczyciel w Rybińsku i okolicach, skąd pochodziła rodzina jego żony[1];
- matka – Lidia Siegiejewna Nikulina (z domu Waulina) (1886–1978), absolwentka Kursów Bestużewa;
- żona: Irina Siegiejewna Grigoriewa (ur. 1930), kierownik działu rysunku na Wydziale Historii Sztuki Zachodnioeuropejskiej w Ermitażu;
- syn – Władimir Nikołajewicz Nikulin (ur. 1959), pracownik Instytutu Fizyki Jądrowej Rosyjskiej Akademii Nauk;
- córka – Lidia Nikołajewna Nikulina (ur. 1961).
- czworo wnucząt[5].

## Pamięć
Nikołajowi Nikulinowi jest poświęcony film dokumentalny Pokolienije, uchodjaszczeje w wiecznost’, nakręcony w 2019 roku przez Bellę Kurkową.